# Macht
Macht bezeichnet die Fähigkeit einer Institution, Person oder Gruppe, auf das Denken und Verhalten einzelner Personen, sozialer Gruppen oder Bevölkerungsteile so einzuwirken, dass diese sich ihren Ansichten oder Wünschen unterordnen und entsprechend verhalten. Macht ist mehr oder weniger an allen Formen des menschlichen Zusammenlebens beteiligt und bedingt auf unterschiedliche Weise das Entstehen von Sozialstrukturen mit ausdifferenzierten persönlichen, sozialen oder strukturellen Machtpotenzialen und gesellschaftlich zugeschriebenen Positionen. In patriarchalen Gesellschaften (demnach fast allen historischen Hochkulturen bis hin zu den modernen Staaten) tritt Macht vor allem als Ausdruck männlicher Dominanz auf, etwa um Eigentum zu sichern, gesellschaftlichen Rang zu erhöhen oder nach Herrschaft zu streben. Je nach Kultur wird dabei auch Gewalt in verschiedensten Formen als Machtmittel akzeptiert. Prinzipiell, wenn auch im konkreten Fall nur schwer zu unterscheiden ist Macht von Einfluss z. B. von Experten, welcher auf die Veränderung von Einstellungen zielt.
- In extremer Form ist Macht die Durchsetzungsfähigkeit eines Mächtigen, einseitig definierte Ziele zu erreichen, ohne selbst Ansprüchen beteiligter Personen entgegenzukommen oder sich diesen zu unterwerfen. Die Einflussnahme erfolgt mittels möglicher Strafandrohung, wobei auf die Zielpersonen ein unterdrückender Zwang ausgeübt wird, sich zu fügen. Für Personen, die absolute Macht ausüben, ist nicht erforderlich, ein Austauschverhältnis oder einen Kompromiss einzugehen, sollten die Zielpersonen gegensätzliche oder unvereinbare Interessen haben. In diesem Fall sind die weitgehend deckungsgleichen Begriffe Macht und Einfluss voneinander abzugrenzen, mögen auch die Übergänge fließend sein. Die beiden Bedeutungsfelder werden auch als „Macht über … haben“ und „Macht zu tun“ umschrieben. Macht als zentraler Begriff der Sozialwissenschaften ist im Bedeutungsumfang umstritten.

- Gemäßigte (alltägliche) Machtverhältnisse beschreiben hingegen mehrseitige (Austausch-)Verhältnisse, bei denen eine Seite die stärkere Ausgangs- oder Verhandlungsposition einnimmt (beispielsweise wegen verfügbarer Möglichkeit der Einflussnahme durch Belohnung, Bevorzugung oder durch überlegenes Wissen), die von der anderen Seite akzeptiert wird. Von anderer Seite wird auf Widerspruch verzichtet, nichts gegen die Ausübung der Macht unternommen, somit eine Duldung, Befolgung oder Anpassung vollzogen.

Bezüglich der Wortherkunft von Macht (siehe unten) kann der Begriff auch so verstanden werden, dass soziale Macht nur einen – wenn auch sehr bedeutenden – Sonderfall eines grundsätzlicheren Machtbegriffs bildet.

## Allgemeines
Macht definiert den Umfang der physischen und psychischen Handlungsmöglichkeiten einer Person oder Personengruppe. Damit ist Macht nichts Gegenständliches, unmittelbar Sichtbares, sondern eine weithin unsichtbare Eigenschaft sozialer Beziehungen. Die Nutzung dieser Handlungsmacht, die sich auf andere Individuen auswirken kann, aber nicht muss, ist bezogen auf ihre Auswirkungen in positivem wie auch negativem Sinne möglich. Im Alltagsverständnis überwiegt eine negative Konnotation, was sich in Begriffen wie Machtmensch, Machtbesessenheit, Machthunger und Machtergreifung zeigt. Ist der Einsatz von Zwang oder Gewalt möglich, muss dies nicht stets auch negative Auswirkungen haben, so dass eine differenzierte Betrachtung von Handlungsmacht und deren Voraussetzungen und Auswirkungen notwendig ist. Die (Regelung der) Anwendung physischer Gewalt z. B. ist in der demokratischen Gesellschaft an den Staat delegiert, der in diesem Rahmen u. a. gesellschaftlich notwendige Polizeifunktionen wahrnimmt. Die Anerkennung eines staatlichen Monopols auf legitime Gewaltausübung durch die Bürger im demokratischen System ist wohl die umfangreichste denkbare Übertragung von gesellschaftlicher Macht an eine Instanz überhaupt. Anarchisten dagegen lehnen jede Art der Machtausübung in der Form von staatlicher Herrschaft ab. Dies bedeutet jedoch keine Machtlosigkeit im Sinne von Macht zu, die zur Handlungsunfähigkeit führen kann (Siehe auch: Ohnmacht (Psychologie)). In demokratischen Systemen wird die Macht durch Verfassung und Gesetz eingeschränkt.

## Etymologie
Das Hauptwort Macht kann auf zwei ähnlich lautende indogermanische Wurzeln zurückgeführt werden: mag- (kneten, pressen, formen, bilden) oder magh- (machen – im Sinne von können, vermögen, fähig sein). Die erste Wurzel weist noch auf einen unmittelbaren Werkzeugbezug hin. Die zweite Wurzel weist bereits auf den sozialen Kontext einer möglichen Verfügung über sich und andere sowie eine Ausrichtung auf die Zukunft hin. Auch im heutigen Sprachgebrauch schwingt oft noch eine Verdinglichung und Personalisierung von Macht mit und verstellt vielfach den Blick darauf, dass Macht in menschlichen Gesellschaften prinzipiell als „relationaler Begriff“ verstanden werden muss.
Im Althochdeutschen, Altslawischen und Gotischen bedeutete das Wort Macht (gotisch: magan) so viel wie Können, Fähigkeit, Vermögen (z. B. jemand „vermag“ etwas zu tun) und ist stammverwandt mit dem Alltagsbegriff „machen“, signalisiert also Potenzialität. Vergleichbar stammt das lateinische Substantiv für „Macht“, potentia, von dem Verb posse ab, welches heute mit „können“ übersetzt wird.
Macht wird im allgemeinen Sprachgebrauch oftmals dem Wortfeld des Begriffs Herrschaft zugeordnet. Wörter wie Machtapparat, Machtergreifung, Machtwechsel, Machthaber legen dieses Verständnis nahe, zeigen jedoch, dass es faktischen Machtinhabern an politischer Legitimation fehlen kann. Macht bezeichnet also etwas Faktisches, während staatliche Autorität und Herrschaft auf durch traditionelle Normen oder moderne Verfahren legitimierten institutionellen Grundlagen basieren.

## Begriffsgeschichte
Auch wenn sozial legitimierte bzw. politische Machtausübung nur eine Erscheinungsform von Macht ist, steht sie doch im Mittelpunkt der Theoriebildung und des Denkens.
Zuerst beschäftigte sich die griechische Sophistik aus philosophischer Sicht mit dem Machtproblem. Thukydides behandelt im Melierdialog die Frage der inneren Macht des Rechts. Während sich die Abgesandten der Insel Melos auf den Nutzen des Gerechten berufen, vertreten die Athener ihnen gegenüber die reine, nicht weiter zu legitimierende Machtposition einer Großmacht: Recht gebe es nur bei Gleichheit der Kräfte. Machtausübung sei somit in der menschlichen Natur fundiert. Platon setzt sich mit dieser sophistischen Position im Gorgias auseinander: Die anscheinend Mächtigen seien in Wirklichkeit ohnmächtig, da sie nicht das tun, was eigentlich das Ziel jedes vernünftigen Strebens sei, sondern nur, was ihnen gerade als das beste erscheine; d. h., sie tun nicht, was sie „eigentlich“ wollen würden, wüssten sie es „besser“. Aristoteles behandelt das Machtproblem im Rahmen der Theorie von Herrschaft und Knechtschaft. Politische Herrschaft sei im Unterschied zur Despotie eine Herrschaft von Freien über Freie, die sich im Herrschen und Beherrschtwerden ablösen.
Im lateinischen Sprachbereich wird zuerst bei Cicero zwischen potestas im Sinne von Amtsgewalt und auctoritas im Sinne von Ansehen als zwei Formen der Macht explizit unterschieden. Anknüpfend an diese Unterscheidung geht Augustinus davon aus, dass Menschen eigentlich nicht über Menschen herrschen können, sondern nur über das Vernunftlose. Die Scholastik hat daraus die Frage abgeleitet, ob der gedachte paradiesische Urzustand ohne alle Formen von Herrschaft gedacht werden muss. Thomas von Aquin schränkt die Machtausübung auf vernünftige Formen der Herrschaft über Freie ein, die zum Guten hinführen. Wilhelm von Auvergne spezifiziert, dass potentia eine Form der potestas sei, die nur durch den Gehorsam der Untergebenen wirksam ist. Wilhelm von Ockham fokussiert vor allem die Aneignungsmacht der Menschen gegenüber der herrenlosen Natur durch die gemeinsame Herrschaft der Menschen gegenüber der Natur. Im Eigentum wiederum liegt nach Ockham eine wichtige Machtquelle und zugleich die materielle Grundlage für eine politische Zwangsgewalt, die von der göttlichen Macht unabhängig, jedoch von der Zustimmung der Beherrschten abhängig ist. Deren Widerstand gegen politische Machtausübung ist damit nicht länger Widerstand gegen die gottgewollte Ordnung, wie es Paulus im Kap. 13 des Briefs an die Römer fordert: „Jedermann sei untertan der Obrigkeit, die Gewalt über ihn hat. Denn es ist keine Obrigkeit ohne von Gott; wo aber Obrigkeit ist, die ist von Gott verordnet.“
Marsilius von Padua geht noch weiter in der Delegitimierung geistlicher Machtausübung: Diese ist für ihn ein Widerspruch in sich. Zur Aufrechterhaltung des Friedens dürfe es nur eine einheitliche Macht geben, die mit Zwangsgewalt ausgestattet ist. Die Macht leite sich zwar von Gott her, aber zu ihrer Durchsetzung benötige sie Zwangsinstrumente, die am ehesten in einer Wahlmonarchie gegeben sind. Während sich die Spätscholastik bis zu Calvin hin weiter um die Rechtsbegründung von Macht konzentrierte, begriff Machiavelli die Macht umgekehrt von ihren Auswirkungen her; sie bedürfe anders als die Autorität nicht der Legitimation, sondern ist eine praktische Tatsache, die nur beschrieben und quasi technologisch optimiert werden kann. Jean Bodin fordert demgegenüber die Stärkung des Souveräns durch Legitimitätsbeschaffung, was jedoch nicht heißt, dass dieser in seinem Handeln durch Gesetze gebunden ist.
Für Thomas Hobbes ergibt sich aus der Theorie der natürlichen Aneignungsmacht der Menschen gegenüber der Natur und den naturbedingten Machtunterschieden die Vorstellung eines naturrechtlich begründeten Herrschaftsanspruchs eines jeden auf alle anderen. Nur durch Machtkonzentration auf ein von der Rechtsordnung erschaffenes Subjekt – den Staat – kann der aus diesen konfligierenden Ansprüchen aller gegen alle folgende Krieg verhindert werden. Damit löst Hobbes in seinem Werk Leviathan das Problem der Begründung von Macht vollständig aus dem Rahmen der Rechtstheorie der Macht.
Im Gegensatz zu Thomas Hobbes liefert Spinozas Naturzustand keine normativen Kriterien für den Machtgebrauch. Das natürliche Recht eines Jeden erstreckt sich auf alles das, was durchzuführen in seiner Macht steht. Damit werden natürliches Recht und Macht gleichgesetzt. Aber auch Tugend ist an Macht gebunden, und Macht erscheint als Tugend, wenn sie aus sich heraus Wirkungen produziert und sich der Mensch an diesen Wirkungen erfreut, ohne dass er dieses durch die Überwindung von Widerständigkeit definiert.
Kant entpersonalisiert den Machtbegriff, denkt ihn unabhängig von persönlicher Herrschaft und setzt die Staatsmacht des Obrigkeitsstaates, dem man Gehorsam schuldet, mit Gewalt gleich, ohne deren rechtliche Legitimation als zwingend mitzudenken. Gewalt ist eine Macht, die dem Widerstand anderer Mächte übergeordnet ist.
Die Versuche zu einer theoretischen Bestimmung der Macht in der politischen Philosophie des Deutschen Idealismus, der Romantik und der Restauration zu Beginn des 19. Jh. sind durch die Erfahrung der Französischen Revolution und des politisch-militärischen Zusammenbruchs der deutschen Kleinstaaten im Gefolge der Napoleonischen Kriege bestimmt. Sie reflektieren die bedrohliche Radikalität einer durch die Auflösung konstitutionell-monarchischer Macht freigesetzten Gewaltsamkeit der innerstaatlichen Auseinandersetzungen und identifizieren sich zugleich teils enthusiastisch mit der durch nationale Vereinheitlichung und bürokratische Zentralisierung möglich gewordenen Machtpolitik. So wendet sich die politische Philosophie Fichtes, Hegels und Adam Müllers zu Beginn des 19. Jahrhunderts den Voraussetzungen nationalstaatlicher Machtpositionen im Sinne einer Renaissance machiavellistischer Politik, aber auch in zunehmendem Maß den geistig-moralischen und religiösen Legitimationsgrundlagen politischer Macht zu.
Fichte führt unter dem Einfluss der von ihm republikanisch gedachten Verfassung zunächst Macht und Recht wieder enger zusammen. An die Stelle der Staatsgewalt tritt bei ihm der Begriff der durch Vertrag zu legitimierenden Staatsmacht, die Angreifern entgegentritt; potestas und potentia sind nicht mehr geschieden. Für Adam Müller ist nur eine auf kollektiven Glaubensvorstellungen basierende Macht im Unterschied zur rein physischen Macht legitim.
Im Rahmen von Hegels metaphysischer Begriffstheorie, der Lehre von der begrifflichen Natur alles Seienden, ist die Macht als die Macht des Allgemeinen bestimmt, d. h. als die Macht des Übergreifens des machthabenden Begriffs gegenüber den ihm untergeordneten Momenten. Gegenüber der mächtigen Sphäre des Privatrechts und des Privatwohls stellt der Staat die übergeordnete sichernde Macht des Allgemeinen dar, so Hegel in § 261 der Grundlinien der Philosophie des Rechts. Zugleich erscheint Hegels Machtbegriff modern insofern, als er quasi interaktiv im Sinne eines Verhältnisses zum Anderen ausgeweitet ist. Macht ist endlich, solange ihr ein Nein entgegengesetzt und sie mit Gewalt ausgeübt wird. Sie ist absolut erst als Freiheit.
Aus diesem Gedanken, dass Macht dort am größten ist, wo sie unsichtbar ist, entwickelt sich im 19. Jahrhundert die kreative Übertragung des Machtbegriffs und der Analyse machtdominierter Verhältnisse auf viele andere gesellschaftliche Bereiche, z. B. durch die Analyse der Religion als Machtphänomen durch Friedrich Nietzsche oder die Analyse der Klassenbeziehungen durch Karl Marx und Friedrich Engels.
Für Marx und Engels stellt die Verwandlung von persönlichen Machtverhältnissen in sachliche Machtverhältnisse das Eigentümliche moderner Gesellschaften dar, welches als transzendentale Macht des Geldes und als Herrschaft des Kapitals über die eigentlich alles begründende Arbeit zum Ausdruck kommt.
Einen anderen Ausgangspunkt der Theoriebildung zum Phänomen der Macht bildet Friedrich Nietzsches Wille zur Macht, eine Formel zur Bezeichnung des unersättlichen Verlangens nach Ausübung der Macht, eines schöpferischen Triebs, der elementares Motiv alles Lebendigen ist und jenseits jeder moralischen Wertung steht. Dieses Konzept einer trieb- und elitentheoretischen Begründung von Macht wird im 19. Jahrhundert weiter ausgebaut zum postulierten Gegensatz zwischen vitalistischer Aktivität und kultureller Verfeinerung bzw. Dekadenz. Es macht sich vor allem in den antimarxistischen Elitentheorien – etwa bei Vilfredo Pareto – geltend.
Für Max Weber ist der Machtbegriff „soziologisch amorph“; er definiert ihn wie folgt: „Macht bedeutet jede Chance, innerhalb einer sozialen Beziehung den eigenen Willen auch gegen Widerstreben durchzusetzen, gleichviel worauf diese Chance beruht.“ Diese unterschiedlichen Machtbasen werden in der Folge in der soziologischen und sozialpsychologischen Theoriebildung immer weiter differenziert.
Nach Hannah Arendt entspricht Macht „der menschlichen Fähigkeit, nicht nur zu handeln oder etwas zu tun, sondern sich mit anderen zusammenzuschließen und im Einvernehmen mit ihnen zu handeln“. Sie entsteht, „wann immer Menschen sich zusammentun und gemeinsam handeln“. Arendt betont, dass Macht etwas grundlegend Anderes sei als Kontrolle, Dominanz und Gewalt. Als politische Theoretikerin hat sie den Machtbegriff in ihren Schriften bereits früh verwendet, im hier angegebenen Sinne explizit definiert hat sie ihn aber erst in ihrem 1968 begonnenen und 1970 publizierten Essay On Violence.
Michel Foucault gibt der Macht eine neue, diskursanalytische Wendung: Er kritisiert die traditionelle, juridische Machtkonzeption (Der Wille zum Wissen, 1977) als einseitig und „merkwürdig beschränkt“ und arbeitet die strategisch-produktiven Wirkungsweisen von Macht heraus, welchen in traditionellen Machtkonzepten wenig Aufmerksamkeit geschenkt worden sei.

## Basis von Macht
Die Sozialpsychologen French und Raven haben in einer heute klassischen Studie 1959 ein Schema von fünf Kategorien entworfen, welche die verschiedenen Machtbasen einordnen, auf die sich der oder die Machtinhaber abstützen:
- Legitime Macht
- Macht durch Belohnung
- Macht durch Zwang
- Macht durch Identifikation
- Macht durch Wissen

## Subjekte und Institutionen
Gemäß einer relativ weit verbreiteten Definition ist (soziale) Macht die Fähigkeit von Personen oder Gruppen zur Steuerung des Denkens und Handelns von Anderen. Neben individuellen Akteuren können also auch Gruppen, insbesondere organisierte Gruppen, Macht besitzen und ausüben. Dies können staatliche Institutionen sein wie z. B. Regierung oder Militär, die als Ordnungs- oder Schutzmacht auftreten. Zum anderen verfügen auch privatrechtliche Institutionen wie beispielsweise Unternehmen über unterschiedliche Macht. So stehen sich etwa in Anbieter-Kunden-Beziehungen organisierte Gruppen mit unterschiedlicher Macht gegenüber (nach z. B. Keysuk, 2000). Insbesondere Großunternehmen, die erhebliche Wirtschaftsmacht ausüben, oder Medienkonzerne, die je nach Reichweite, Reputation und Glaubwürdigkeit erhebliche Wirkung entfalten, indem sie gesellschaftsbezogene Ereignisse und Situationen kommentieren und deuten oder auch im schlimmsten Fall nur behaupten (Siehe auch: Medienmanipulation), sind wichtige Beispiele für unausgeglichene Machtverhältnisse. Aber auch innerhalb von Unternehmen hat die Macht verschiedener Abteilungen eine hohe Bedeutung für die gemeinschaftlich erzielten Ergebnisse (nach z. B. Engelen und Brettel, 2012).

## Machtformen
Macht hat verschiedene Formen, welche etwa unter den Begriffen Definitionsmacht bzw. Benennungsmacht, Deutungshoheit (Deutungsmacht), Entscheidungsmacht, Verfügungsmacht oder anderen dargestellt werden. Diese sind jedoch ebenfalls in letzter Konsequenz immer nur Formen des Umfangs von Handlungsmacht, welche spezifische Umgebungsaspekte und -strukturen umfassen, die Auswirkungen auf die vorhandene Handlungsmacht haben.

## Machtsensibilität
Machtsensibilität beschreibt eine konstitutive Empfindsamkeit gegenüber der Machtanwendung. Machtsensibilität beinhaltet ein Wissen um 
- den eigenen Status
- mögliche Korrumpierungsmechanismen
- das Eigenwirkpotenzial von Macht
- divergierende (unterschiedliche) Wahrnehmungen der Machtanwendung (je nach Standpunkt)
- sozialpsychologische Fallstricke der eigenen Wahrnehmung.[27]

## Tabuisierung von Macht
Zu den zentralen Merkmalen von Macht gehört deren Tabuisierung durch Verschleierung, Verleugnung, Naturalisierung, Charismatisierung oder Mythologisierung. Die offene Reflexion und Darstellung von Machtaspekten einer Beziehung wird vielfach vermieden, da durch eine Offenlegung Abhängigkeiten transparent werden, Legitimationsdruck entsteht und narzisstische Kränkungen drohen. Dies gilt meist für sämtliche Akteure (Subjekte und Institutionen) im Beziehungsgeflecht – sowohl für mächtige Akteure als auch für Akteure, die sich freiwillig oder unfreiwillig unterwerfen.
Wer wiederum Machtstrukturen offenlegt – sei es in den eigenen Reihen oder von außen –, wird in der Regel diffamiert. Unterstellt wird dann vielfach, dass nur das friedliche Einvernehmen der Gruppe gestört werden solle oder dass Machthunger oder paranoide Motive zugrunde liegen würden.
Die Tabuisierung von Machtverhältnissen ist zugleich ein Kennzeichen von deren Stabilität. Umgekehrt schwindet mit der Destabilisierung von Machtverhältnissen auch das Vermögen zur Tabuisierung der Machtaspekte.
Das Machttabu ist in Wissenschaft und Praxis eher ein Randthema. Beleuchtet wird es ansatzweise etwa in der Soziologie, in der Psychologie (insbesondere Psychoanalyse bzw. Psychotherapie), in der Pädagogik, in der Geschlechterforschung, im Management oder in der populärwissenschaftlichen Literatur.

## Theorien der Macht
- Hannah Arendt[3] definiert in ihrer Studie Macht und Gewalt „Macht“ positiv als das Zusammenwirken von freien Menschen im politischen Raum zugunsten des Gemeinwesens. Dabei geht es nicht um die Durchsetzung privater Interessen. Obwohl die Individuen pluralistisch handeln und unterschiedliche Perspektiven einnehmen, schließen sie sich dennoch zeitlich und örtlich begrenzt zu einer Gemeinsamkeit des Sprechens und Handelns zusammen, z. B. beim Volksaufstand in Ungarn 1956. Diese Macht tritt nicht hierarchisch als Institution oder Rechtsordnung auf, sondern als Möglichkeit, die Geschichte zu beeinflussen. Sie kann in Verfassungen, Institutionen usw. einfließen, die aber wiederum wandelbar sind. Im Unterschied zu Webers Definition kann Macht nach Arendt nicht gespeichert werden und kann somit begrifflich leicht – und in der Konsequenz streng – von Ressourcen und Gewalt unterschieden werden. Dabei setzt Arendt nicht voraus, dass die beteiligten Menschen gemeinsame Meinungen, Prämissen oder Ideologien vertreten. In jeder neuen Generation können demnach freie Individuen erneut im politischen Raum Vereinbarungen treffen und umsetzen. Ansätze einer Verwirklichung sah sie in der Revolution in den Vereinigten Staaten, die zu der Verfassung der Vereinigten Staaten führte, und in den Versuchen, direkte Demokratie in Form von Räten einzurichten.
- Zygmunt Bauman beschreibt die Macht in der Postmoderne als etwas Flüssiges bzw. Flüchtiges. Sie bewegt sich für ihn mit der Geschwindigkeit elektronischer Signale durch die postmoderne Gesellschaft und ist unabhängig von Zeit und Raum. Diesen Zustand der Macht charakterisiert er als „post-panoptisch“.[41] Sie konkretisiert sich im Setzen gesellschaftlicher Bedingungen und im Ausüben von Herrschaft. In der Postmoderne sind für ihn diejenigen herrschend, die sich im globalen Raum frei bewegen können und dazu über die ökonomischen, rechtlichen und sozialen Ressourcen verfügen.[42]
- Elias Canetti schreibt in seinem philosophischen Hauptwerk Masse und Macht, dass sich die Macht in ihrem archaischen Moment als „Augenblick des Überlebens“ offenbare, immer dann wenn ein Lebender triumphierend einem Toten gegenüberstehe. Macht im anthropologischen Sinn bedeutet demnach Überleben. Über Leben und Tod zu entscheiden ist folgerichtig der sicherste Weg zur Lebens- und Machterhaltung. Dieses Instrument des Schreckens komme in totalitären Systemen als Recht daher und verleihe dem Diktator den Anschein einer Gottähnlichkeit. Die Macht in der Hand des Machthabers gebündelt ist eine Chiffre für Gewalt. Nach Canetti ist der totale Machthaber ein Soziopath, dem die Wahrung seiner Herrschaft, die er permanent bedroht sieht, das Wichtigste ist. Die Masse seiner Untertanen könne der paranoide Machthaber nur dadurch unter Kontrolle halten, dass er exzessiv und in aller Öffentlichkeit über Leben und Tod entscheide. „Seine sichersten, man möchte sagen seine vollkommensten Untertanen sind die, die für ihn in den Tod gegangen sind“ – ob im Krieg, in Schauprozessen oder in Vernichtungslagern. Macht äußert sich in Befehlen, an die der Mensch von „klein auf gewöhnt“ ist, die zum guten Teil Elemente seiner Erziehung sind. Canetti sieht im Befehl und dessen Ausführung die natürliche Verhaltenskonstante, etwas Grundlegendes, das älter als die Sprache ist.
- Michel Foucault radikalisiert die Form der Macht, wie sie in modernen, westlichen Gesellschaften am Werke ist, und hebt die Machtanalyse damit auf eine neue Stufe: Macht könne in den modernen Gesellschaften nicht mehr rein als eine von einer herrscherlich auftretenden Instanz (z. B. Souverän, Gesetz) über eine andere (Untertanen, Subjekte) besessene oder ausgeübte eingeschätzt werden. Die politische Theorie denke Macht immer noch primär juridisch-repressiv, insofern eine Instanz die Macht besitze, wohingegen die „Beherrschten“ in diesem, „klassischen“ Machtkonzept selbst keinerlei Macht ausübten (man denke etwa an Monarchien und das Verhältnis König – Untertanen). Dieses Konzept ist Foucault jedoch zu begrenzt in der Erfassung komplexer, moderner Gesellschaften und werde diesen nicht gerecht. Er dreht nun gewissermaßen die klassische Machtidee um, indem er eine neue, strategisch-produktive Machtkonzeption entwickelt. Diese kommt nicht von oben, sondern von unten. Eine solche Macht durchzieht als ein taktisches Dispositiv den gesamten Gesellschaftskörper und bildet diejenige „krebsartig wuchernde Produktion von Diskursen“,[43] welche Subjekte überhaupt erst hervorbringt. „Sie beruht [gerade, d. V.] nicht auf der allgemeinen Matrix einer Zweiteilung, die Beherrscher und Beherrschte einander entgegensetzt und von oben nach unten auf immer beschränktere Gruppen und bis in die letzten Tiefen des Gesellschaftskörpers ausstrahlt.“[44] Ziel der Analysen Foucaults ist es folglich, den Kopf des Königs im politischen Denken und in der politischen Analyse endlich „rollen zu lassen“, damit „die Macht ohne den König zu denken“.[45] Machtbeziehungen schreiben sich zudem in die Körper der Subjekte ein und bilden Taktiken und Strategien, mithilfe derer sich moderne Subjekte selbst gouvernemental regieren. Siehe auch: Pastoralmacht, Bio-Macht, Gouvernementalität.
- Norbert Elias beschreibt Macht als Aspekt jeder menschlichen Beziehung, d. h. als mehr oder weniger labile, veränderliche Stärkeverhältnisse innerhalb eines Beziehungsgeflechts bzw. einer Figuration. Die offene, tatsachenbezogene Erörterung der Allgegenwart von Machtaspekten sei jedoch ein tief verwurzeltes Tabu, dessen Bruch Menschen unangenehm und peinlich ist, weshalb Machtphänomene verschleiert werden.[31] Aufgrund der Missverständlichkeit des Machtbegriffs zieht Elias den Begriff der Machtbalance vor, um verdinglichende Implikationen (‚Macht besitzen‘).[46] und unbewusst-emotionale Wertungen zu reduzieren[47] sowie die Labilität von Beziehungsstärke zu verdeutlichen.[48] Zur näheren Beschreibung von Machtphänomenen, -prozessen und -dynamiken entwickelt er u. a. die Theorie von Etablierten-Außenseiter-Beziehungen, die Theorie der Ausbildung von Zentralpositionen (genannt Königsmechanismus), die Symboltheorie, theoretische Ansätze der Wissens- und Wissenschaftssoziologie[49][50] und die Theorie vom Zusammenhang von Psychogenese und Soziogenese im Prozess der Zivilisation. Elias’ gesamte Prozesssoziologie ist insofern eine „Theorie der Machtbeziehungen“.[51]
- John R.P. French Jr. und Robert Alan Dahl: Ihr Konzept nennt sich positionelle Macht. Laut French/Dahl ist Macht „die Fähigkeit von Akteur A einen Akteur B zu einer Handlung zu bewegen, etwas zu tun, was Akteur A von ihm verlangt, abzüglich der Wahrscheinlichkeit, dass der Akteur B die von Akteur A gewollte Handlung auch ohne den Einfluss von Akteur A getan hätte.“[52] J. French und R. Dahl ist es mit dieser Definition gelungen, Macht in einer Formel auszudrücken, die wiederum wie bei Max Weber von der Quelle der Macht abstrahiert und ergebnisbezogen angewendet werden kann.[53]
- Björn Kraus setzt sich aus der erkenntnistheoretischen Perspektive des Relationalen Konstruktivismus mit dem Thema Macht auseinander. Er fragt also nicht nach der Bewertung oder Verteilung von Macht, sondern danach, was mit diesem Begriff überhaupt beschrieben werden kann.[54][55] Ausgehend von Webers Macht-Definition[56] kommt er zu dem Schluss, dass der Begriff der Macht differenziert werden muss. Zentral für seinen Ansatz ist dann die Differenzierung des Machtbegriffs in „instruktive Macht“[57] und „destruktive Macht“[58][59] Konkret bezeichnet instruktive Macht die Chance, das Verhalten oder Denken eines anderen zu bestimmen.[60] Destruktive Macht bezeichnet die Chance, die Möglichkeiten eines anderen zu reduzieren.[60] Die Relevanz dieser Unterscheidung wird vor allem an der Möglichkeit der Verweigerung gegenüber Machtbestrebungen deutlich. Gegenüber instruktiver Macht ist Verweigerung möglich – gegenüber destruktiver Macht nicht. Mit dieser Unterscheidung können Machtverhältnisse differenzierter analysiert und erst damit etwa Fragen der Verantwortung adäquat reflektiert werden.[61]
- John J. Mearsheimer: Macht ist für ihn rein materieller Natur. Sie wird auch als relationale Macht bezeichnet. Sie ist von Ressourcen abhängig. Als relevante Ressourcen gelten: Territorium, Rohstoffe, Export, Bevölkerungszahlen und Finanzstärke. Die wichtigste Ressource ist die militärische Fähigkeit, sie ist das universelle Machtpotenzial. Mearsheimers Definition ist eine politische. Sie lässt deutlich seine realismusbehaftete Theorieperspektive erkennen.
- Im Rahmen seiner Engpasskonzentrierten Strategie sieht Wolfgang Mewes den jeweiligen Minimumfaktor als entscheidenden Machtfaktor. Insbesondere ökonomische Gesellschaften (Abteilungen, Betriebe, Märkte, Volkswirtschaften) hätten die Eigenart, dass nicht jeder der benötigten Faktoren, sondern nur der jeweils knappste bestimme, wie weit sie sich entwickeln und wachsen können. Danach hätten in jeder Organisation und in jedem Markt diejenigen Macht, die den limitierenden Faktor besitzen bzw. freien Zugang zu ihm haben. Weil Menschen Wünsche, Bedürfnisse, Probleme, Engpässe und Sehnsüchte haben, besitze derjenige potentiell Macht, der sie befriedigen kann. Macht werde dadurch ausgeübt, dass die ersehnten Dinge (z. B. das Glas Wasser für den Verdurstenden) gewährt oder verweigert werden.[62]
- Hans Morgenthau sieht Macht als zentrales Ziel der Staaten in den internationalen Beziehungen. In Politics among nations schrieb er, jeder Staat handele nach einem „im Sinne von Macht verstandenen Begriff von Interesse“.[63] Macht ist bei Morgenthau Selbstzweck und kann erworben, vergrößert und demonstriert werden.
- Joseph Nye: Von ihm stammt das Modell der „weichen Macht“ (soft power). Dieses Konzept bezeichnet die Fähigkeit, einen Akteur durch bestimmte (meist immaterielle) Mittel dahingehend zu beeinflussen, dass er identische Ziele und Bestrebungen entwickelt, wie der handelnde Akteur sie selbst besitzt. Die Mittel, einen anderen Akteur dazu zu bewegen, dasselbe zu wollen, was man selbst will, wird als Soft power ressources bezeichnet. Sie sind die Quelle der Macht (vgl. „Wen man nicht zum Feinde haben will, den soll man sich zum Freunde machen“, auch wenn der Spruch etwas abgewandelt ist). Soft power ist zusammengefasst eine Machtkonzeption, die sich aus positioneller, relationaler und struktureller Macht addiert.[64]
- Heinrich Popitz[65] definiert Macht in seiner soziologischen Abhandlung „Phänomene der Macht“ (1986) als das Vermögen, sich als Mensch gegen andere Kräfte durchzusetzen. Macht ist Verändernkönnen. Im Sinne von „Verändernkönnen“ ist die Geschichte der menschlichen Macht die Geschichte des menschlichen Handelns.
- Marshall B. Rosenberg[66] spricht im Kontext seines Modells der Gewaltfreien Kommunikation (GFK) von zwei verschiedenen Formen von Macht: strafender und beschützender Macht. Strafende Machtanwendung hat zum Ziel, Menschen in den Einklang mit moralischen Vorstellungen zurückzuweisen, von denen sie, laut Ansicht der Machtanwender, Abstand genommen haben. Beschützende Anwendung von Macht stellt laut diesem Modell im Konfliktfall den Frieden wieder her und hat zum Ziel, dass die Bedürfnisse und Interessen aller Beteiligten berücksichtigt und gewahrt werden.
- Susan Strange: Sie prägte den Begriff der strukturellen Macht. Für Strange bedeutet er das Machtpotenzial, das Strukturen wie Sicherheit, Kreditkapazitäten, Wissenschaft und die Produktion auf die beteiligten Akteure haben. Akteure sind „mächtig“, wenn sie Macht über diese Strukturen besitzen. Mächtig sind Akteure also immer dann, wenn sie in der Lage sind, Strukturen so anpassen zu können, dass es dem eigenen Vorteil gereicht und sich die anderen Konkurrenten/Akteure anpassen müssen. So besitzen sowohl Strukturen selbst als auch alle, die auf sie einwirken können, Macht. Stranges Modell ist sehr vielschichtig und komplex und es überschneidet sich mit der von Johan Galtung geprägten strukturellen Gewalt. Es bezieht sich auf globalsoziale Interaktionen und schafft es daher, eine Vielzahl von Größen der aktuellen wirtschaftlichen und politischen Entwicklung zu vereinen und in ein machttheoretisches Konzept einzubauen.[67]
- Max Weber: Für Weber ist Macht eine Form der Willensdurchsetzung. In seiner Definition ist Macht „jede Chance, innerhalb einer sozialen Beziehung den eigenen Willen auch gegen Widerstreben durchzusetzen, gleichviel worauf diese Chance beruht.“[68]
- Michael Mann: Im Rahmen seiner dreibändigen „Geschichte der Macht“ entwickelte Mann das IEMP-Modell mit vier Machtquellen (ideological, economic, military, political).
- Niklas Luhmann: In seiner Systemtheorie repräsentiert Macht ein symbolisch generalisiertes Kommunikationsmedium.
- Arnold Brecht: Er unterscheidet vier verschiedene Typen nach ihren jeweiligen Machtressourcen: rohe Gewalt oder ihre Androhung, Prestige oder Autorität, finanzielle Mittel und persönliche Anziehung.
- Hanna F. Pitkin: Sie unterscheidet grundsätzlich zwischen zwei Machtarten: Die Macht über andere Personen (power over) und die Fähigkeit, irgendetwas zu tun (power to).
- Gerhard Göhler: Er stellt eine alternative Unterscheidung vor zwischen „transitiver Macht“, die den eigenen Willen auf andere überträgt und auf diese Weise Einfluss nimmt, und „intransitiver Macht“, die in sich selbst, in der Gesellschaft erzeugt und aufrechterhalten wird.
- Georg Zenkert unterscheidet zwischen Handlungsmacht (dynamis), die sich in den politischen Meinungen dokumentiert, Herrschaft, deren rationale Form das Recht stiftet, und konstitutiver Macht, die sich in der verfassten Gemeinschaft manifestiert.[69]
- Karen Gloy unterscheidet zwischen Macht als „Fähigkeit bzw. Vermögen“ und Gewalt als „Herrschaft über“ und thematisiert alle Formen der Macht in Politik (Antike, Machiavelli), Wissen und Wissenschaft, Psychologie, Ökonomie und Netzwerken.
- Melanie Misamer versteht Macht sozialpsychologisch als ein zunächst neutrales Potenzial, das auf die eine oder andere Art eingesetzt werden kann. Sie unterscheidet Machtanwendung in einem Kontinuum zwischen konstruktiver (Machthandlungen im Sinne und zum Nutzen für das Gegenüber) und destruktiver Machtanwendung (Machthandlungen explizit nicht zum Nutzen oder sogar zum Schaden für das Gegenüber)[70][71] und thematisiert auch die „Graubereiche“ dazwischen[72] sowie den Zusammenhang zwischen Machtanwendung und (berufsethischen) Prinzipien.[70][73] Das auf dieser Basis entwickelte Handlungskonzept der Machtsensibilität soll helfen, Handlungen und Interaktionen besser im Hinblick auf ihre potenziell positiven bzw. negativen Auswirkungen hin zu reflektieren.[74]

## Machtbezogene Studien in Einzelwissenschaften
Je nach Interesse werden verschiedene Aspekte oder Phänomene der Macht zum Gegenstand der jeweiligen Untersuchung gemacht:
- Psychologische Abhandlungen konzentrieren sich auf das individuelle Verhalten der vom Machtstreben bestimmten oder betroffenen Personen. Ein besonderes Untersuchungsgebiet behandelt die Machtverhältnisse oder Beziehungen in einer (meist kleinen) Gruppe (Gruppendynamik).
- Soziologische und politologische Studien untersuchen die Machtverteilung, ihre Ursachen und Auswirkungen in einer Gesamtgesellschaft oder in politisch oder ökonomisch bedeutenden Gruppen (Machteliten/Power Structure Research).
- Kriminologie, insbesondere Kriminalsoziologie untersucht die „Definitionsmacht“ der Polizei und anderer Instanzen sozialer Kontrolle im Rahmen des Prozesses der Kriminalisierung.
- Ethnologen unterscheiden z. B. nach dem Grad der Differenzierung der Machtverhältnisse vier gesellschaftliche Organisationsformen: Familienverband, Stamm, Häuptlingsherrschaft, Staat.
- Pädagogen interessieren sich zum einen dafür, welche gesellschaftlichen Machteinflüsse (insbesondere politische, religiöse und wirtschaftliche Interessen) pädagogisches Handeln beeinflussen (diese Einflüsse werden mit Hilfe der Bildungstheorie kritisiert und so pädagogisches Handeln auch unabhängig von solchen Machteinflüssen ermöglicht), zum anderen wird die Ausübung von Macht im Unterricht diskutiert, wobei das Bildungsziel der Emanzipation eine zentrale Rolle spielt.
- Historiker haben vor allem die Generierung von Macht und Herrschaft sowie die Bildung von Machteliten in der Vergangenheit im Blick.
- Literar- und Kunsthistoriker untersuchen unter anderem die Wirkungsgeschichte bestimmter Schriftsteller, Musiker oder bildender Künstler beziehungsweise einzelne ihrer Werke.
- Werbefachleute möchten wissen, welche Möglichkeiten der Verhaltenssteuerung es gibt, bezogen auf bestimmte Zielgruppen, Werbeträger, Inhalte usw.
- Aus ethischer Sicht ist der Begriff Macht ambivalent. Er hat gewissermaßen eine positive und eine negative Ladung. Positiv werden die konstruktiven Fähigkeiten bewertet, negativ die destruktiven. Etwas konkreter und in Anlehnung an Albert Schweitzers Denken und Handeln beweist jemand im positiven Fall durch Rat und Tat Ehrfurcht vor dem Leben, im negativen Fall das Gegenteil. Beispiele mit positiver Bewertung sind Zielsetzung und Tätigkeit der NGOs Ärzte ohne Grenzen und Greenpeace. Beispiele mit negativer Bewertung sind die ökonomischen, militärischen und politischen Programme und Aktionen, die auf Profit und Macht aus sind. Die starke Ambivalenz der Macht zeigt sich beispielhaft bei der Triage.
- Die Anthropologie lenkt den Blick auf die Entstehung der gegenwärtigen Machtverhältnisse. Die Evolution des den aufrechten Gang einübenden Vormenschen zum Gegenwartsmenschen verlief nicht geradlinig, sondern – vereinfacht gesagt – zunächst von der instinktgesteuerten und deutlich sozial strukturierten Horde zum Familienverband der Urgesellschaft, der auf sprachliche Verständigung und Zusammenarbeit angelegt war.
- Sozialwissenschaftliche interdisziplinäre Studien richten den Blick auf die Art und Weise, wie das (zunächst neutrale) Potenzial „Macht“ in sozialen Interaktionen angewendet wird. Das Konzept der Machtsensibilität wurde entwickelt, um Machthandlungen besser im Hinblick auf ihre potenziell positiven bzw. negativen Auswirkungen hin reflektieren zu können.[74] Ohnmachtsgefühle können langfristig nicht zu unterschätzende negative Folgen nach sich ziehen, denn der Preis, den Menschen zahlen, weil sie sich machtlos fühlen, ist hoch. Das Gefühl, machtlos zu sein, resultiert häufig daraus, dass andere von ihrer Macht korrumpiert wurden und sie auf destruktive Weise einsetzen.[75]

### Bedeutung der Macht in der Organisationstheorie und Betriebspsychologie
Innerhalb der Organisationstheorie definiert Henry Mintzberg (* 1939) Macht in Organisationen wie folgt:

„Macht ist die Fähigkeit, organisatorische Ergebnisse zu bewirken oder zu beeinflussen. – Power is the capacity to effect (or affect) organisational outcomes.“

Diese auf Organisationen eingeschränkte Begriffsbestimmung kann auch bei der Betrachtung anderer Bereiche hilfreich sein. Allgemeiner sehen daher Mallory, Segal-Horn und Lovitt Macht als

„[…] die Fähigkeit von A, B dazu zu bringen etwas zu tun, was er ansonsten nicht getan hätte. – […] the ability of A to get B to do something they would otherwise not have done.“

Nach Gareth Morgan (* 1943) gibt es die folgenden Quellen von Macht in Organisationen:
Formale Autorität
Die aufgrund von Position und Aufgabenstellung verliehene Machtbefugnis.
Verfügungsgewalt über beschränkt vorhandene Ressourcen
Die Verfügung über begrenzt vorhandene Ressourcen verleiht Macht über jeden, der auf diese Ressourcen angewiesen ist. Universellere Ressourcen (Geld, Menschen usw.) verleihen dabei mehr Macht als eingeschränkt verwendbare.
Organisationsstrukturen und -prozeduren
Die Position, die eine Person innerhalb der Strukturen oder Prozeduren (Prozesse) einer Organisation innehat, verleiht Macht und sei es nur, dass durch Verzögerung von notwendigen Arbeiten durch einen Mitarbeiter ein anderer in seiner Tätigkeit behindert wird.
Kontrolle über den Entscheidungsprozess
Wer den Entscheidungsprozess steuern kann, kann zu gewissen Teilen auch die Entscheidung mitbeeinflussen. So kann ein Finanzmanager (Controller) die sachliche Entscheidung eines Produktionsmanagers für oder gegen eine Maschine beeinflussen, weil er die Projektkostenrechnung kontrolliert.
Verfügungsgewalt über Wissen und Information
Wissen und Information geben gegenüber denen Macht, die dieses Wissen oder die Information benötigen. So verfügt die Verkaufsabteilung Informationen zum Absatz, auf die die Produktions- und Einkaufsabteilung angewiesen sind.
Boundary Management (Management der Grenzen)
Die Organisation bzw. die Organisationseinheit interagiert mit ihrer Umwelt. Mitarbeiter, die an den Grenzen bzw. Schnittstellen der Organisationseinheit erfolgreich tätig sind, verfügen über einen Informationsvorsprung und damit über mehr Macht. Traditionelle Bereiche sind der Einkauf und der Vertrieb (Supply-Chain-Management), deren potentielle Machtposition durch die Entwicklung der Produktionstheorie beeinflusst wird (Just-in-time-Produktion, Outsourcing).
Fähigkeit, Unsicherheit zu verarbeiten
Wer mit der Unsicherheit am besten umgehen kann, die sich aus der sich ständig verändernden Umwelt (siehe Umweltanalyse) ergibt, der gewinnt innerhalb einer Organisation an Macht.
Verfügungsgewalt über Technologie
Die Kontrolle einer bestimmten Technologie, d. h. die Kenntnisse, Fähigkeiten und das Wissen, wie die Technologie im Produktionsprozess einzusetzen und zu bedienen ist, kann eine wesentliche Quelle von Macht in einer Organisation sein. Sichtbar wird dies zum Beispiel in Schwerpunktstreiks, wo der Streik von drei Mitarbeitern eine ganze Produktionslinie lahmlegt.
Allianzen und informelle Netzwerke
Allianzen zwischen zwei Machthabern sowie informelle Beziehungen wie Freundschaften, Bekanntschaften, Verwandtschaften usw., verleihen Mitgliedern innerhalb eines solchen Sozialen Netzwerkes Macht.
Ausgleichende Macht
Ausgleichende Macht entsteht häufig, wenn sich viel Macht in den Händen weniger befindet. In der Opposition koordinieren oft Stakeholder ihre Aktivitäten, um ein Gegengewicht für die konzentrierte Macht zu erzeugen. So könne man die Entstehung von Gewerkschaften mitbegründen.
Symbolism and the management of meaning (Symbolismus und das Management der Bedeutung)
Wer Symbole und Bedeutungen kontrolliert, der erhält durch diese Kontrolle Macht. Diese Macht zeigt sich beispielsweise in dem Status von Priestern in vielen Gesellschaften.
Geschlechtermacht
Geschlechtermacht ist die Bezeichnung für Macht, die aufgrund von wahrgenommenen Unterschieden zwischen Menschen aufgrund ihres Geschlechtes entsteht. Das Konzept schließt auch Machtgewinn aufgrund von wahrgenommenen Unterschieden durch Rasse, Religion, Alter usw. ein.
Morgan beschreibt in seinem Modell Organisationen in demokratischen Umfeldern. Das wird beispielsweise aus der Abwesenheit von direkter Gewalt ersichtlich, die in Organisationen zumindest historische Bedeutung hat. Andererseits sind Erweiterungen im Vergleich zum Modell von French und Raven (s. o.) zu erkennen. Im Prinzip kann für jeden Stakeholder „A“ einer Organisation ein Machtprofil aufgestellt und gegen das Machtprofil eines anderen Stakeholders „B“ abgeglichen werden, mit dem „A“ einen Konflikt hat. Dieses Modell impliziert eine sehr direkte Machtposition. Das bedeutet aber nicht, dass eine Machtposition auch ausgenutzt werden muss.
Die Entscheidung darüber, ob Macht ausgeübt wird oder nicht, ist eine politische Entscheidung. Morgan beschreibt in seinem Modell ausdrücklich Organisationen, vermutlich, weil in anderen Kontexten (Staat–Staat, Person–Staat usw.) andere Faktoren (s. o. French & Raven) hinzukommen.
Im politischen Kontext unterscheidet MacMillan die Konzepte Macht

„Macht ist das Vermögen, tatsächliche Situationen umzustrukturieren. – Power is the capacity to restructure actual situations.“

und Einfluss.

„Einfluss ist das Vermögen, die Wahrnehmung anderer zu kontrollieren und zu verändern. – Influence is the capacity to control and modify the perceptions of others.“

Die hier sichtbar werdende Distanz wird durch das zweidimensionale Modell von Winstanley et al. aufgezeigt, wo Regelmacht – die Entscheidung darüber, nach welchen Spielregeln die Organisation handelt – und operative Macht – die Macht, Entscheidungen innerhalb der Organisation zu treffen – miteinander in Beziehung gesetzt werden.
| Stakeholder-Macht-Matrix | Stakeholder-Macht-Matrix | operative Macht        | operative Macht         |
| Stakeholder-Macht-Matrix | Stakeholder-Macht-Matrix | niedrig                | hoch                    |
| ------------------------ | ------------------------ | ---------------------- | ----------------------- |
| Regelmacht               | hoch                     | (A) Arm’s-length power | (B) Comprehensive power |
| Regelmacht               | niedrig                  | (D) Entmachtet         | (C) Operative Macht     |

A – Arm’s-length power bezeichnet die relativ kleine Macht innerhalb, aber erhebliche Macht von außerhalb der Organisationen, durch die diese beeinflusst werden kann. Stakeholder dieser Art agieren nicht selbst in einer Organisation, aber sie können die Spielregeln festsetzen.
Stakeholder mit B – Comprehensive Power können sowohl selbst agieren als auch die Spielregeln festsetzen. Typischerweise sind es Besitzer-Manager oder Führungskräfte in Staatsunternehmen. Es gibt Organisationen, wo diese Position nicht oder nur sehr schwach ausgeprägt ist.
Stakeholder mit operativer Macht können die Entscheidungen vor Ort treffen, tun dies aber nach Regeln, die anderswo (A oder B) festgelegt wurden. Sie sind Abteilungsleiter in Unternehmen, Büro- oder Fachbereichsleiter in öffentlichen Verwaltungen und Gruppenführer in NGOs usw.
Der Quadrant D bezeichnet Stakeholder, die weder über operative Macht noch Regelmacht verfügen. Sie sind buchstäblich entmachtet.
Diese Analyse dient dem Vergleich von Stakeholders inner- und außerhalb von Organisationen. Zieht man die Definition von MacMillan (s. o.) heran, so kann man mit Winstanleys Modell differenzierter analysieren. Es ist ein typisches Werkzeug zur Analyse von Machtverhältnissen bei Veränderungsprozessen in Organisationen.
Die Macht des Individuums innerhalb einer Organisation kann über die verschiedensten Wege erwachsen, die sich häufig der direkten empirischen Untersuchung entziehen. Macht wird in der Organisationstheorie als ein aktionsbasiertes Konzept verstanden, das in enger Beziehung zum Konzept der Führung steht. Es handelt sich hierbei um einen Prozess, der situations- und umweltabhängig ausgeübt wird. In der Praxis lassen sich sowohl die Auswirkungen der Ausübung von Macht als auch deren Träger identifizieren, während sich die Quellen und Ursachen für die individuelle Machtposition nicht direkt erschließen.
Als Basis für die Macht von Gruppen oder Individuen wird in der Literatur die Kombination der individuellen Charaktereigenschaften im Zusammenspiel mit den Zusammenhängen innerhalb komplexer Organisationen und Umwelten genannt. Die Analyse und Diskussion wird dementsprechend auf den gesamten Bereich der Unternehmensführung ausgeweitet, in der die Macht als intrinsischer Bestandteil von Netzwerken angesehen wird. Die Aufgabe des Managements besteht dann darin, die verschiedenen Beziehungen nicht nur innerhalb der Organisation, sondern auch außerhalb dieser zu beeinflussen.